# Potifar
Potifar var i den jødiske og kristne mytologi – som den fremstilles i Det Gamle Testamente – hofmand hos farao i Egypten og befalingsmand for livgarden. Han købte Jakobs søn Josef som slave.
Ifølge Første Mosebog blev Josef solgt som slave til Potifar af midjanitterne efter at være blevet forrådt af sine brødre.

Midjanitterne solgte ham i Egypten til Faraos hofmand Potifar, chefen for livvagten. (1 Mos 37:36)

Som slave hos Potifar blev han hurtigt hovmester. Potifars hustru – som i Bibelen ikke nævnes ved navn, men som i Koranen kaldes Solejka/Zulaikha – forsøgte at forføre Josef, og da han afviste hende, anklagede hun Josef for forsøg på voldtægt. Da Potifar hørte dette kastede han Josef i fængsel.
Potifars hustru er et populært motiv inden for kunsten; blandt andet findes der en vise med titlen "En Potifars hustru med sköna maner" i Fredmans sange af Carl Michael Bellman (Fredmans sang 38).